# St. Peter (St. Peter-Dorf)

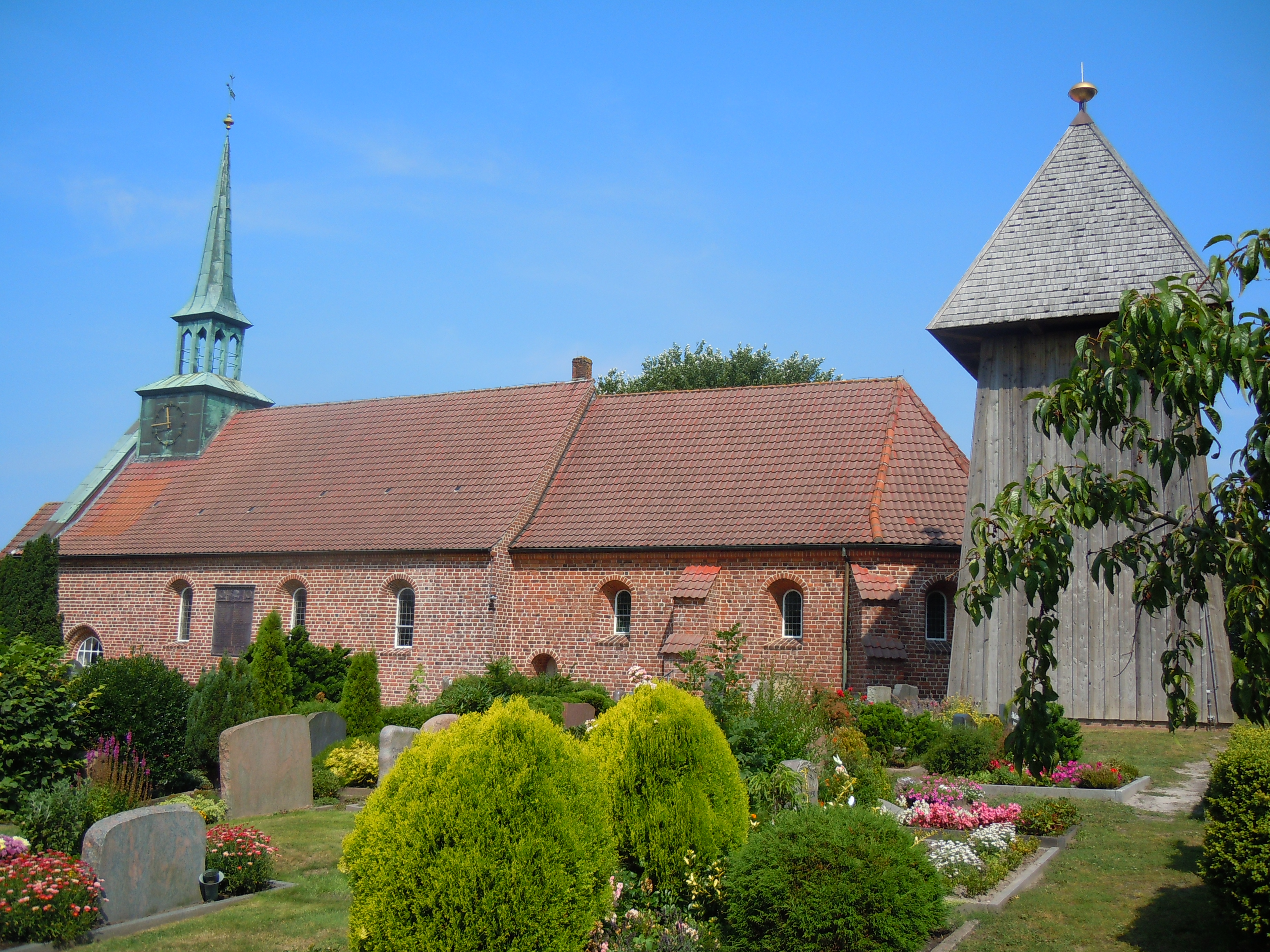
Außenansicht (2014)

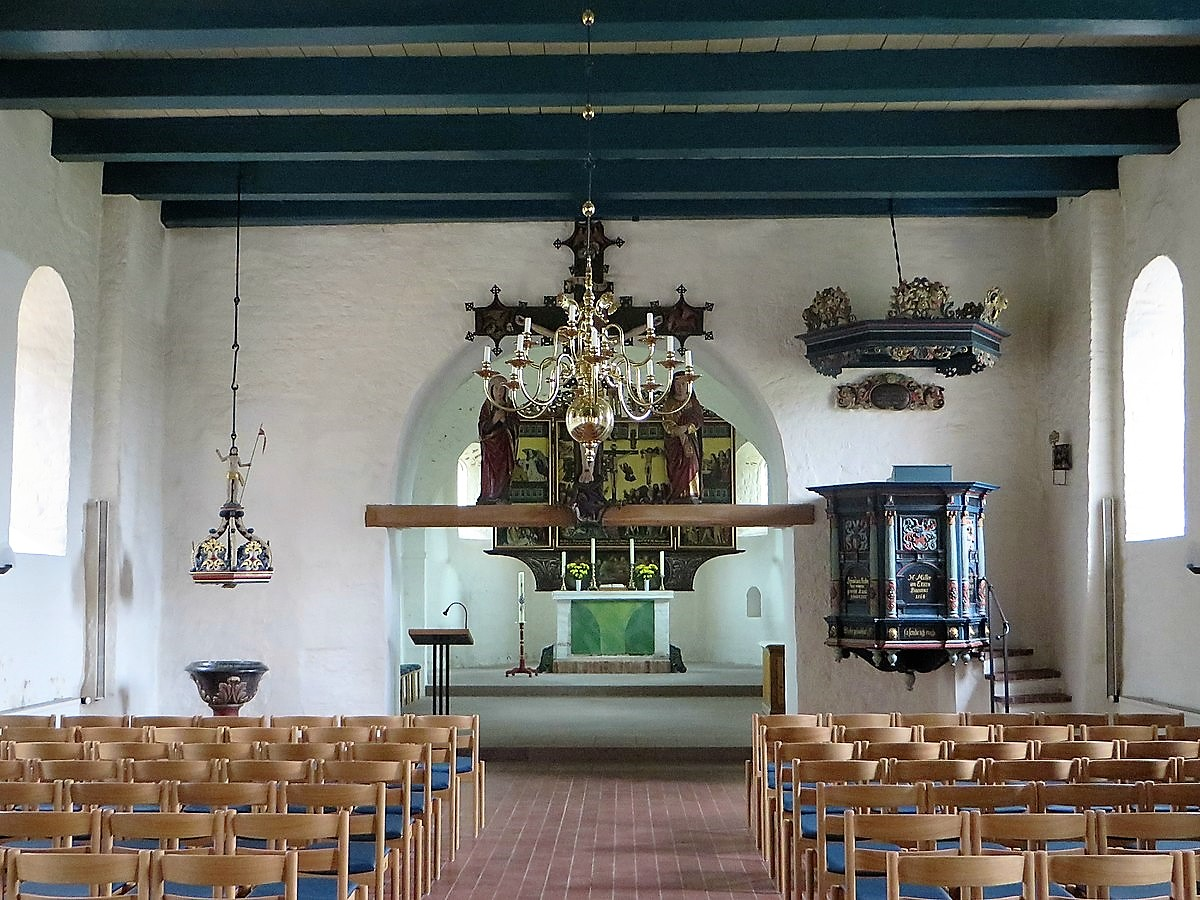
Innenraum (2017)

Die Kirche St. Peter im Ortsteil St. Peter-Dorf der Gemeinde Sankt Peter-Ording im Kreis Nordfriesland in Schleswig-Holstein ist neben der St. Nikolai Kirche in Ording und der St.-Magnus-Kirche in Tating eine der drei Kirchen der Kirchengemeinde St. Peter-Ording – Tating im Kirchenkreis Nordfriesland der Evangelisch-Lutherischen Kirche in Norddeutschland. Sie ist ein nach dem Denkmalschutzgesetz von Schleswig-Holstein geschütztes Kulturdenkmal mit der Objekt-ID 2453.

## Geschichte
Die Kirche St. Peter in St. Peter-Ording Dorf ist eine der ältesten Kirchen in der Region und prägt seit rund 800 Jahren das Bild des Ortes. Sie wurde um das Jahr 1200 als romanische Saalkirche erbaut und hat im Laufe der Jahrhunderte zahlreiche Um- und Anbauten erfahren. Die heutige Form der Kirche spiegelt Einflüsse verschiedener Baustile wider, was auf die vielen Veränderungen zurückzuführen ist, die sie im Laufe ihrer Geschichte durchlaufen hat. Der Chor der Kirche wurde später mit einem Kreuzrippengewölbe versehen und in der Spätgotik um einen gewölbten Fünf-Achtel-Schluss erweitert, während das Langhaus weitgehend neu errichtet wurde. Zwischen 1860 und 1863 erfolgte eine Verlängerung der Kirche nach Westen hin, um den wachsenden Bedürfnissen der Gemeinde gerecht zu werden. Die letzte große Renovierung fand 1999 statt, bei der die Kirche außen mit Ziegeln ummantelt wurde, um sie vor den Witterungseinflüssen der nahegelegenen Nordsee zu schützen.

## Architektur

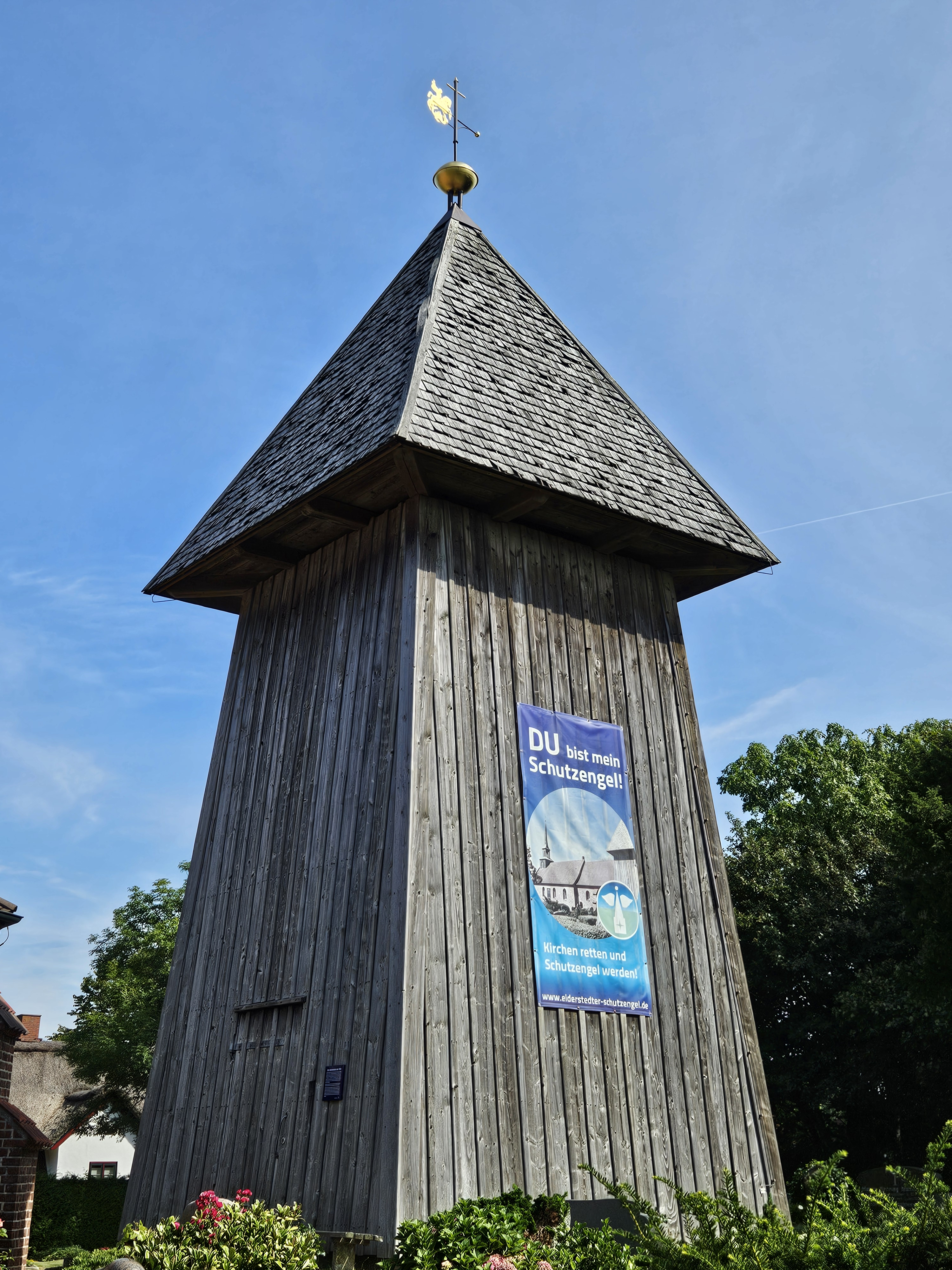
Glockenturm (2024)

Die St. Peter Kirche ist eine Saalkirche, deren Ursprünge im frühen 13. Jahrhundert liegen. Das Gebäude besteht aus einem Langhaus und einem eingezogenen Chor im Osten, der von Strebepfeilern gestützt wird. Das Kreuzrippengewölbe im Chor wurde nachträglich eingebaut, und der Fünf-Achtel-Schluss stammt aus der Spätgotik. Das Langhaus wurde während der Erneuerungen im Wesentlichen neu errichtet, wobei der ursprüngliche romanische Charakter der Kirche weitgehend erhalten blieb. Über dem westlichen Teil des Satteldachs erhebt sich ein markanter Dachreiter, der die Turmuhr beherbergt und mit einer Laterne bekrönt ist, was der Kirche eine zusätzliche architektonische Besonderheit verleiht. Südlich des Chors befindet sich ein freistehender, 1999 errichteter Glockenturm. Dieser viereckige, konisch zulaufende Glockenstapel aus Holz besitzt ein Pyramidendach, das mit Schindeln gedeckt ist.

## Ausstattung

### Altar

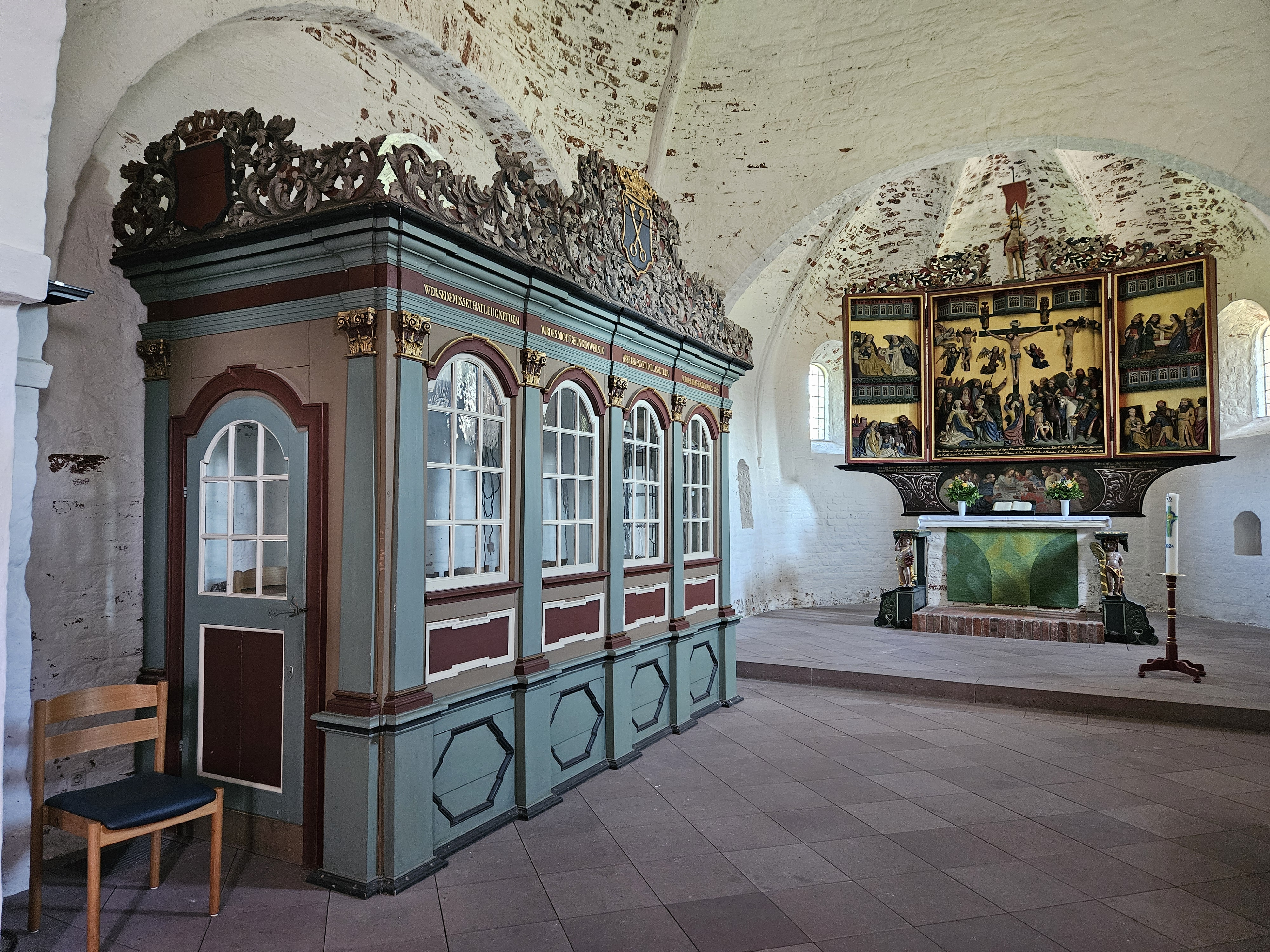
Altarraum mit Altar und Pfarrstuhl (2024)

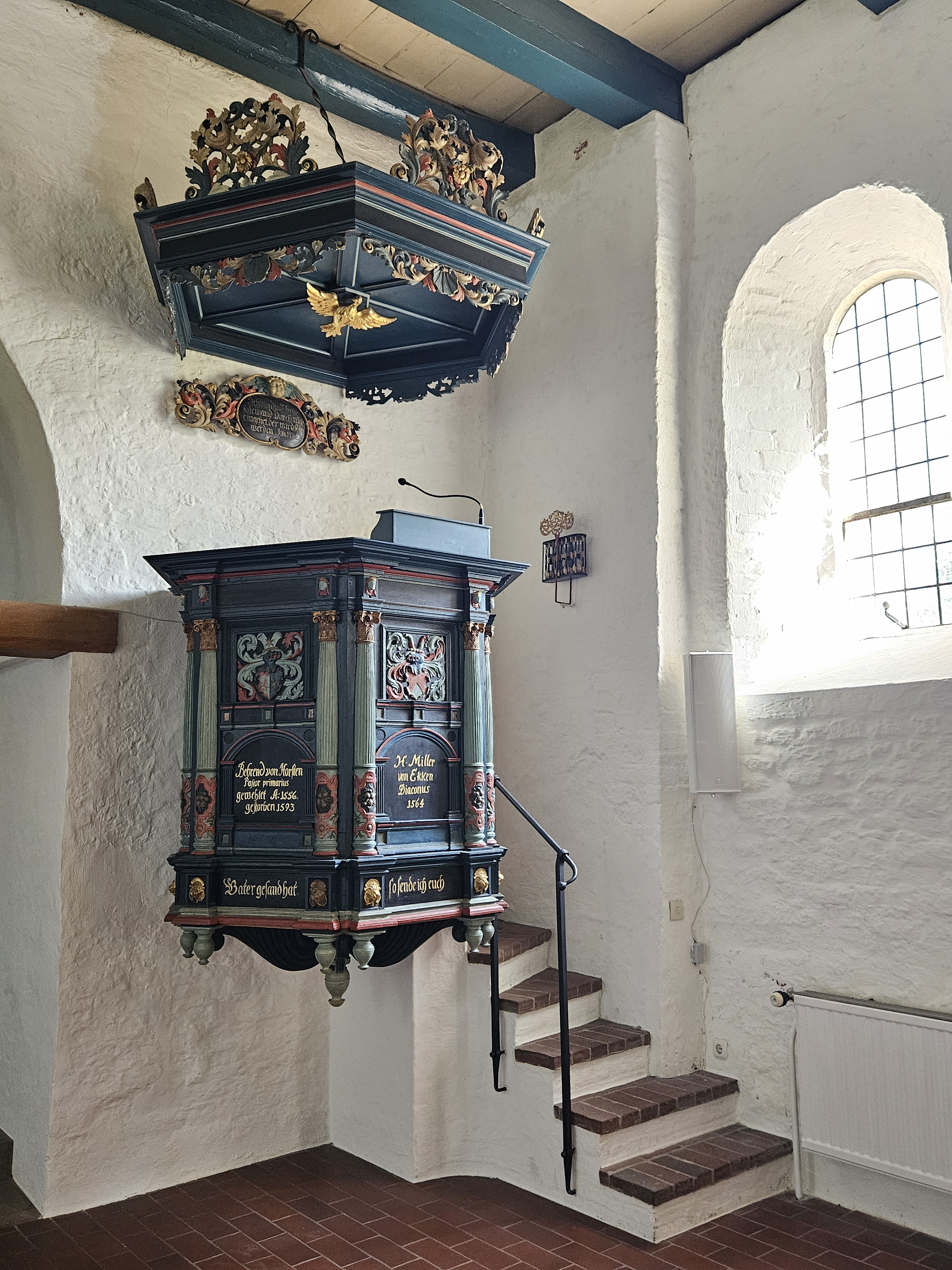
Kanzel (2024)

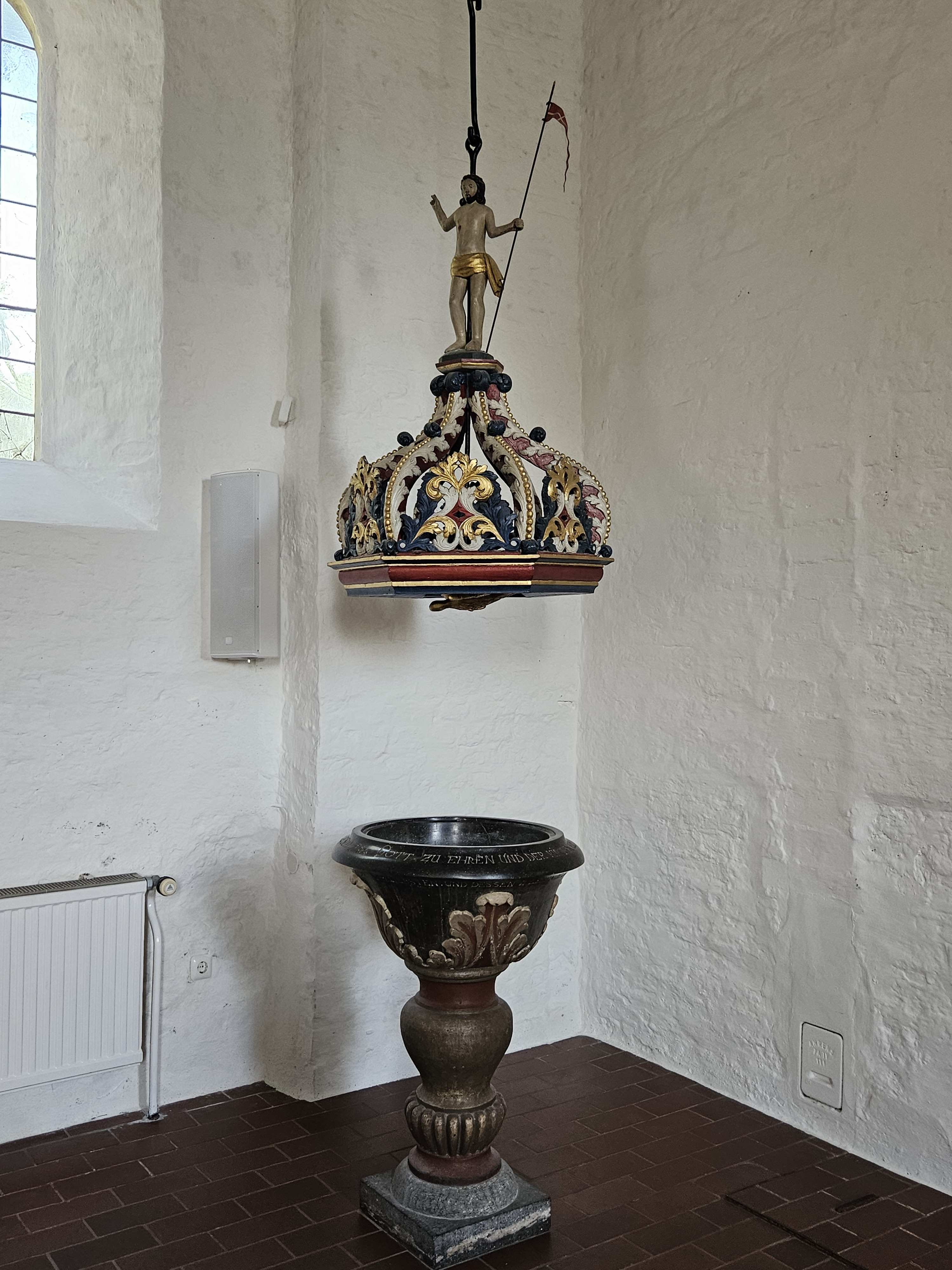
Taufbecken (2024)

Zur Kirchenausstattung gehört ein um 1480/1500 gebauter gotischer Flügelaltar mit zwei beweglichen Flügelpaaren, in dessen Mittelschrein eine geschnitzte figurenreiche Kreuzigungsdarstellung unter Maßwerkbaldachinen zu sehen ist. In der Mitte kniet Maria Magdalena unter dem Kreuz. Zwei Engel mit Kelchen schweben neben dem sterbenden Jesus. Die Seele des guten Schächers wird von einem Engel in Empfang genommen, die des anderen von einem Teufel. In den Flügeln befinden sich als Schnitzreliefs vier Szenen der Weihnachtsgeschichte. Die Predella wurde in der Barockzeit 1698 mit einer Abendmahlsdarstellung bemalt, wie aus der Stifterinschrift hervorgeht. Aus dieser Zeit stammt auch die  neu Fassung der meisten Holzelemente. Das Altarretabel ist von einer barocken Schnitzfigur des auferstandenen Jesus Christus zwischen Akanthusornamenten bekrönt. Die Innen- und Außenseiten der Flügel zeigen schlecht erhaltene Gemälde von etwa 1500 mit der Passionsgeschichte, auf der Außenseite ergänzt durch eine Darstellung des Jüngsten Gerichts. Wie die Inschrift unter dem Mittelbild mitteilt, wurde das Retabel 1842 „der Kirche zur Zierde und der Gemeinde zur Erbauung“ renoviert. Bei der Restaurierung 1999 kam die zwischenzeitlich ins Museum nach Husum abgegebenen Gemäldeflügel zurück. Der Flügelaltar kann nun wieder gewandelt werden.

### Triumphkreuz
Im Chorbogen der Kirche hängt eine Triumphkreuzgruppe, die um 1515 entstanden ist. Das Kreuz ist mit Sechseckpassendscheiben verziert, die die Symbole der Evangelisten zeigen, und wird durch Blattkrabben als Lebensbaum stilisiert. Die Fassung stammt aus dem 17. oder 18. Jahrhundert und wurde nach 1939 freigelegt, nachdem sie lange Zeit unter einer Weißfassung des 19. Jahrhunderts verborgen war. Seit der Renovierung 1999 hängt das Kreuz wieder an seinem ursprünglichen Platz im Chorbogen.

### Kanzel
Die Kanzel der Kirche, die 1571 im Renaissancestil gefertigt wurde, zeigt auf den Brüstungsfeldern des sechseckigen Korbes die Namen und Lebensdaten mehrerer Pastoren. An der Wand neben der Kanzel hängt eine Kanzeluhr. Der dazugehörige Schalldeckel wurde 1750 im Barockstil überformt und ist reich verziert.

### Taufbecken
Das Taufbecken aus Granit stammt aus dem Jahr 1728 und wird von einem barocken Deckel gekrönt, auf dem eine geschnitzte Figur des auferstandenen Christus mit der Siegesfahne thront.

### Pfarrstuhl
Der frühere Beichtstuhl, der sich auf der linken Seite des Chorraums befindet, wurde 1758 gefertigt und trägt über dem Fensterausschnitt eine Inschrift aus der Bibel. Er ist ein Zeugnis der noch lange nachwirkenden katholischen Traditionen auf Eiderstedt.

## Orgel
Die erste Orgel in der St. Peter Kirche wurde im Jahr 1895 aufgestellt. Es handelte sich um eine romantisch disponierte Orgel mit 14 Registern, zwei Manualen und Pedal, die von Marcussen aus Apenrade gebaut und vom Ehepaar Ketels gestiftet wurde.

Kleuker-Orgel (2024)

Dieses Werk wurde 1953 durch einen Neubau von Detlef Kleuker ersetzt, dessen Instrument Kastenladen und elektrisch gesteuerten Hülsenmagnete besaß und im Stil der Orgelbewegung der damaligen Zeit erbaut war. Die Orgel war zweigeteilt links und rechts auf der Empore aufgestellt. Die Witterungseinflüsse des Nordseeklimas beeinträchtigten jedoch die Funktionsfähigkeit der Kleuker-Orgel erheblich, sodass sie als störanfällig galt.
Im Jahr 1971 folgte eine weitere Orgel, diesmal von Emanuel Kemper aus Lübeck, die jedoch ebenfalls nicht zufriedenstellend war, sowohl in klanglicher als auch architektonischer Hinsicht. Die neue, übergroße Empore, die für den darüberliegenden Glockenstuhl zwingend notwendig war, stellte zudem ein erhebliches architektonisches Problem dar.
Die heutige Orgel wurde 1999 von G. Christian Lobback erbaut. Die Lobback-Orgel verfügt über 37 Register auf drei Manualen und einem Pedal sowie insgesamt 2438 Pfeifen. Sie ist mit Schleifladen, einer mechanischen Tastentraktur, einer elektrischen Registertraktur und einer elektronischen Setzeranlage ausgestattet, um den vielfältigen musikalischen Anforderungen gerecht zu werden. Die klangliche Abstimmung der Orgel auf die akustischen Gegebenheiten des Kirchenraums ermöglicht es, sie sowohl in Gottesdiensten als auch bei Konzerten optimal einzusetzen. Mit dem Bau dieser Orgel und der gleichzeitigen Umgestaltung der Empore konnte schließlich ein stimmiges Gesamtbild geschaffen werden. Die neue Orgel integriert Register aus den früheren Instrumenten, darunter Pfeifen von Marcussen, Kleuker, Kemper und Rudolf Haupt, was dem Instrument einen besonders reichen und vielfältigen Klang verleiht. Das Konzept eines Rückpositivs, kombiniert mit einer seitlich angeordneten Spieltischanlage, sorgt dafür, dass die Orgel optimal in den Kirchenraum integriert ist und eine hervorragende Klangentfaltung ermöglicht.
| I Positiv C–g3            |        |
| Gedackt                   | 8′     |
| Principal (ab e zweifach) | 4′     |
| Rohrflöte                 | 4′     |
| Octave                    | 2′     |
| Terz                      | 1 3⁄5′ |
| Quinte                    | 1 ⁄3′  |
| Scharf III                | 1′     |
| Rohrschalmey              | 8′     |
| Tremulant                 |        |

| II Hauptwerk C–g3 |       |
| Bordun            | 16′   |
| Principal         | 8′    |
| Rohrflöte         | 8′    |
| Oktave            | 4′    |
| Spitzflöte        | 4′    |
| Quinte            | 2 ⁄3′ |
| Oktave            | 2′    |
| Mixtur IV-VI      | 1 ⁄3′ |
| Trompete          | 8′    |
| Tremulant         |       |

| III Schwellwerk C–g3 |       |
| Principal            | 8′    |
| Gedackt              | 8′    |
| Gamba                | 8′    |
| Schwebung            | 8′    |
| Principal            | 4′    |
| Gedacktflöte         | 4′    |
| Sesquialter II       | 2 ⁄3′ |
| Gemshorn             | 2′    |
| Mixtur IV            | 2′    |
| Basson               | 16′   |
| Oboe                 | 8′    |
| Tremulant            |       |

| Pedal C–f1              |     |
| Violon                  | 16′ |
| Subbaß Doppelschleife   | 16′ |
| Principal               | 08′ |
| Gedackt                 | 08′ |
| Choralbaß               | 04′ |
| Nachthorn               | 02′ |
| Fagott                  | 16′ |
| Trompete Doppelschleife | 8′  |
| Trompete                | 4′  |

Koppeln: I/II, III/I, III/I elektr., III/II, III/II elektr., Suboktavkoppel III/II, III/P, II/P, I/P
Effektregister: Venuston

## Kirchengemeinde
Die Kirche St. Peter ist heute Teil der Kirchengemeinde St. Peter-Ording – Tating, zu der insgesamt drei Kirchen gehören. Neben St. Peter im Ortsteil Dorf gibt es die St.-Nikolai-Kirche in Ording und die St.-Magnus-Kirche in Tating. Die Gemeinde ist aktiv in der Pflege und Erhaltung ihrer historischen Bauten und engagiert sich stark in der Seelsorge und im Gemeindeleben. Die Nähe zur Nordsee prägt nicht nur die Bausubstanz der Kirche, sondern auch das Gemeindeleben, das eng mit der Natur und den Jahreszeiten verbunden ist. Die Gemeinde organisiert regelmäßig Gottesdienste, auch am Strand, und legt großen Wert auf die musikalische Gestaltung der Gottesdienste, insbesondere durch die Nutzung der Lobback-Orgel.